# Maurice Multhaup
Maurice Multhaup (Bottrop, 15 dicembre 1996) è un calciatore tedesco, centrocampista del Saarbrücken.

## Caratteristiche tecniche
È un esterno destro.

## Carriera

### Club
Cresciuto nel settore giovanile dello Schalke 04, nel 2014-2015 è stato promosso in prima squadra, dove però non è mai riuscito ad esordire. Nel 2015 è stato ceduto all'Heidenheim con cui ha fatto il suo esordio fra i professionisti disputando l'incontro di Bundesliga perso 2-0 contro il Bayern Monaco del 12 dicembre.
Poco impiegato dal club rossonero, nel gennaio 2018 si è trasferito all'Heidenheim.

### Nazionale
Tra il 2012 ed il 2013 ha totalizzato complessivamente 6 presenze e 5 reti con la maglia della nazionale tedesca Under-17.